# 中京TODAY
『中京TODAY』（ちゅうきょうトゥディ）は、1982年10月4日から1988年4月1日まで中京テレビで放送されたニュースワイド番組。

## 概要
中京広域圏では、中部日本放送の『CBCニュースワイド』や東海テレビの『イブニングニュース630』と並ぶ老舗的ローカルニュース番組で、1978年10月から丸4年間生放送された『6時のNEWS』の改題リニューアルバージョンである。
放送開始当初は30分番組だったが、その後の1987年10月から日本テレビ発の『NNNライブオンネットワーク』（全国ニュース）をインサートするようになったことから、『NNN中京TODAY』と改名するとともに放送時間が55分に拡大した。キャスターは春木毅など。
番組は、1988年3月に『ライブオンネットワーク』が終了するとともに終了した。なお、同年4月にスタートした後継番組『中京テレビ（ニュース）プラス1』は、『NNNニュースプラス1』のローカルパート（18:30 - 19:00）として放送された。
この時期中京圏では、テレビ東京系列で『メガTONニュースTODAY』が放送されており、テレビ愛知・岐阜放送の2局が並列で同時ネットで放送していたため、「TODAY」と名の付くニュース番組が2本も放送されていたことになっていた。

## 放送時間
いずれもJST。
- 月曜 - 金曜 18:00 - 18:30（1982年10月4日 - 1987年10月2日）
- 月曜 - 金曜 18:00 - 18:55（1987年10月5日 - 1988年4月1日）

## 主な放送内容
（1987年度の全国ニュース内包時代）
- 18:01.15までは中京テレビから挨拶とヘッドラインを放送。その後、日本テレビからの全国ニュースに続く。
- 18:30頃から再び中京テレビに戻り、東海地方のニュースを放送。